# Nemalionales
Nemalionales é o nome botânico de uma ordem, segundo o sistema de classificação de Wettstein.
Esta ordem está incluido nna classe Florideae.

## Famílias
Apresenta quatro famílias:
- Lemaneaceae
- Helminthocladiaceae
- Chaetangiaceae
- Gelidiaceae